# Anello locale regolare
In matematica, in particolare in algebra commutativa, un anello locale regolare è un anello commutativo unitario locale noetheriano tale che il numero di generatori del suo ideale massimale è uguale alla sua dimensione di Krull. Un anello noetheriano è regolare se ogni sua localizzazione {\displaystyle A_{M}} (dove {\displaystyle M} è un suo ideale massimale) è un anello locale regolare.
Il termine "regolare" proviene dalla geometria algebrica: se {\displaystyle x} è un punto di una varietà algebrica, chiedere che l'anello dei germi di funzioni nel punto sia un anello regolare è equivalente a chiedere che la dimensione dello spazio tangente alla varietà in {\displaystyle x} sia uguale alla dimensione della varietà stessa; quando questo avviene, il punto è detto non singolare (o regolare).

## Definizione ed esempi
Sia {\displaystyle A} un anello commutativo unitario che sia locale e noetheriano di dimensione {\displaystyle n} e {\displaystyle M} il suo ideale massimale.
L'anello {\displaystyle A} è regolare se {\displaystyle M} può essere generato da {\displaystyle n} elementi; equivalentemente (grazie al lemma di Nakayama) se la dimensione di {\displaystyle M/M^{2}} come spazio vettoriale sul campo {\displaystyle A/M} è uguale ad {\displaystyle n}. Un'altra caratterizzazione si ha attraverso strumenti omologici: {\displaystyle A} è regolare se e solo se la sua dimensione globale è finita.
Ogni campo e ogni dominio di valutazione discreta sono anelli regolari; anche l'anello delle serie formali {\displaystyle K[[X_{1},\ldots ,X_{d}]]} su un campo {\displaystyle K} è un anello regolare locale.
Il concetto di anello regolare locale può essere "globalizzato": un anello commutativo unitario noetheriano {\displaystyle A} è regolare se per ogni ideale massimale {\displaystyle M} la localizzazione {\displaystyle A_{M}} è un anello regolare locale.

## Proprietà
Gli anelli locali regolari hanno molte buone proprietà: sono infatti tutti domini d'integrità e domini a fattorizzazione unica. Gli anelli regolari non locali, tuttavia, perdono entrambe queste caratteristiche: ad esempio, i domini di Dedekind sono tutti anelli regolari, ma non sono tutti a fattorizzazione unica. La perdita dell'integrità può essere però in qualche modo controllata: ogni anello regolare, infatti, è il prodotto diretto di un numero finito di domini d'integrità regolari.
La regolarità è una proprietà molto stabile: se {\displaystyle A} è regolare, ogni localizzazione {\displaystyle S^{-1}A} è ancora regolare, così come l'anello di polinomi {\displaystyle A[X]} e l'anello delle serie formali {\displaystyle A[[X]]}. La regolarità si preserva anche attraverso il completamento; inoltre, un anello locale regolare completo che contiene un campo {\displaystyle k} è necessariamente isomorfo a {\displaystyle K[[X_{1},\ldots ,X_{d}]]} per un campo {\displaystyle K} (che può essere diverso da {\displaystyle k}) e un intero {\displaystyle d} (uguale alla sua dimensione).
Tutti gli anelli regolari sono anelli di Gorenstein e di Cohen-Macaulay.